# Plan de Ayala, Cuitláhuac
Plan de Ayala är en ort i Mexiko.   Den ligger i kommunen Cuitláhuac och delstaten Veracruz, i den sydöstra delen av landet, 260 km öster om huvudstaden Mexico City. Plan de Ayala ligger 400 meter över havet och antalet invånare är 138.
Terrängen runt Plan de Ayala är platt söderut, men norrut är den kuperad. Runt Plan de Ayala är det ganska tätbefolkat, med 134 invånare per kvadratkilometer. Närmaste större samhälle är Cuitláhuac, 1,4 km öster om Plan de Ayala. Trakten runt Plan de Ayala består till största delen av jordbruksmark.